# Henry Sletsjøe
Henry Sletsjøe, född 27 mars 2000 i Stockholm, är en svensk-norsk fotbollsspelare som spelar för Rosenborg BK.

## Karriär
Sletsjøe började spela fotboll i Djurgårdens IF men slog sig inte igenom hela vägen upp till A-laget och gick i april 2019 till IFK Stocksund. Därifrån gick han sen till Division 2 och Syrianska FC där han spelade 13 matcher. Efter det gick han vidare till IF Sylvia i Ettan Norra och gjorde en bra säsong och hade flera alternativ inför 2022.

### IK Brage
I januari 2022 värvades Sletsjøe av Superettan-klubben IK Brage, där han skrev på ett treårskontrakt med. Han gjorde sin debut den 21 februari mot Djurgårdens IF i Svenska cupen.

### Rosenborg BK
I november 2024 värvades Sletsjøe av norska Rosenborg BK, där han skrev på ett treårskontrakt.

## Privatliv
Han har en norsk mamma, där av är han norsk. Hans pappa är svensk.